# Нижнекамская ГЭС
Нижнекамская ГЭС — гидроэлектростанция на реке Кама, в городе Набережные Челны в Татарстане. Входит в каскад гидроэлектростанций на Каме (составной части Волжско-Камского каскада), являясь его нижней и крупнейшей по установленной мощности ступенью. Собственником Нижнекамской ГЭС является АО «Татэнерго».

## Конструкция станции
Нижнекамская ГЭС представляет собой низконапорную гидроэлектростанцию руслового типа (дание ГЭС входит в состав напорного фронта). Сооружения гидроузла включают в себя три земляную плотину, водосливную плотину, здание ГЭС с донными водосбросами, судоходный шлюз с дамбами и подходными каналами, открытое распределительное устройство (ОРУ) 500 кВ. По напорным сооружениям ГЭС проходят федеральная автомагистраль М7 «Волга» (Москва — Казань — Уфа) и построенная одновременно со станцией железнодорожная линия Агрыз — Акбаш, соединившая Альметьевск и Набережные Челны с Ижевском.
Установленная мощность электростанции — 1205 МВт, располагаемая мощность — 566 МВт, фактическая среднегодовая выработка электроэнергии — 1630 млн кВт·ч. Проектная мощность Нижнекамской ГЭС составляет 1248 МВт, среднегодовая выработка электроэнергии — 2670 млн кВт·ч, однако проектная отметка водохранилища 68,0 м не была достигнута, в результате чего гидроагрегаты станции работают на пониженном напоре при отметке водохранилища 63,3 м со сниженными характеристиками.

### Земляные плотины
В состав сооружений станции входят три земляных плотины, образующие большую часть напорного фронта. Левобережная земляная плотина отсыпана из песчаных грунтов, имеет длину 678 м, максимальную высоту 30 м и ширину по гребню 9,5 м. Русловая плотина расположена между водосливной плотиной и правобережной земляной плотиной, её длина составляет 1200 м, максимальная высота (без учёта дорожной насыпи высотой от 5,2 до 10,7 м) — 25 м, ширина по гребню — от 25 до 150 м. Плотина намыта из мелкозернистых песков под защитой каменного банкета. Правобережная земляная плотина имеет длину 1807 м, ширину по гребню 18,5 м, плотина намыта из мелкозернистых песков (за исключением небольшого участка длиной 90 м, возведённого отсыпкой). Общий объём тела грунтовых плотин составляет 6867 млн м³. Верховой откос плотин защищён от размывания волнами железобетонными плитами толщиной 0,4 м.

### Водосливная плотина
Водосливная плотина расположена между зданием ГЭС и русловой земляной плотиной. По конструкции плотина гравитационная бетонная, длиной 73,35 м и наибольшей высотой 36,5 м. Плотина имеет три водосливных пролёта шириной по 20 м, перекрытых плоскими затворами, оперирование затворами производится при помощи двух козловых кранов грузоподъёмностью 225 тонн. Гашение энергии сбрасываемой воды происходит на водобое с толщиной фундаментой плиты 5 м и рисберме длиной 144 м с толщиной плит от 1,0 до 2,5 м. На плитах первого ряда расположена стенка с клиновидными гасителями высотой 4,0 м. В плотину уложено 118,7 тысяч м³ бетона. Пропускная способность водосливной плотины составляет 2080 м³/с при нормальном подпорном уровне (НПУ) и 5090 м³/с при форсированном подпорном уровне (ФПУ). Суммарная водопропускная способность сооружений гидроузла (с учётом пропуска через гидроагрегаты и донные водосбросы здания ГЭС) составляет 16480 м³/с при НПУ 63,3 м.

### Здание ГЭС
Здание ГЭС руслового типа (воспринимает напор воды), совмещено с донными водосбросами, длина здания — 486,4 м, ширина 24 м. Конструктивно здание ГЭС выполнено из монолитного железобетона (всего уложено 891,65 тысяч м³), разделяется на 8 секций. В каждой секции расположены по два гидроагрегата и по два донных водосброса, итого на ГЭС имеется 16 донных водосбросов. Пропускная способность водосбросов составляет 14 400 м³/с при нормальном подпорном уровне водохранилища и 20 290 м³/с при форсированном подпорном уровне. Гашение потока сбрасываемой воды происходит на водобое длиной 47,9 м и рисберме длиной 124,4 м.
В машинном зале ГЭС установлены 16 вертикальных гидроагрегатов: 15 — мощностью по 78 МВт и 1 — мощностью 35 МВт. Гидроагрегаты идентичны по конструкции, различия мощности связаны с перемаркировкой одного их них на фактическую мощность при имеющейся отметке водохранилища. Гидроагрегаты оборудованы поворотно-лопастными турбинами ПЛ 20/811-ВБ-1000, работающими на фактическом напоре 6,5-14,0 м (проектный расчётный напор 12,4 м). Турбины произврдства Ленинградского металлического завода приводят в действие гидрогенераторы СВ-1477/142-104, производства завода «Сибэлектротяжмаш». Сборка/разборка гидроагрегатов производится при помощи двух мостовых кранов грузоподъёмностью 280 т.

### Схема выдачи мощности
Гидроагрегаты выдают электроэнергию на напряжении 13,8 кВ на четыре трёхфазных трансформатора ТЦ-400000/500, каждые четыре генератора присоединены к одному трансформатору. С трансформаторов электроэнергия выдаётся в энергосистему через расположенное слева от здания ГЭС открытое распределительное устройство (ОРУ) напряжением 500 кв по двум линиям электропередачи:
- ВЛ 500 кВ Нижнекамская ГЭС — ПС Щёлоков;
- ВЛ 500 кВ Нижнекамская ГЭС — Заинская ГРЭС.

### Судоходные шлюзы
Судопропускные сооружения расположены на левобережной пойме, включают в себя одноступенчатый двухниточный шлюз с причальными сооружениями и направляющими палами верхней и нижней голов, аванпорт с волнозащитной ограждающей дамбой, верховой подходной канал длиной 2300 м и шириной 150 м, низовой подходной канал длиной 1600 м и шириной 150 м с ограждающей дамбой. Система питания шлюза головная, время наполнения и опорожнения камер составляет 12 минут. Длина каждой камеры шлюза — 300 м (полезная длина — 288 м), ширина — 30 м, судоходная глубина — 4,0 м. В шлюз уложено 471,48 тысяч м³ бетона. Судоходные шлюзы находятся в государственной собственности и эксплуатируются ФБУ «Администрация Камского бассейна внутренних водных путей».

### Водохранилище
Гидроузел образует крупное Нижнекамское водохранилище. Площадь водохранилища 1370 км², полный объём 4,21 км³, полезный объём 0,77 км³. При фактически используемой отметке НПУ водохранилище может осуществлять недельное и суточное регулирование стока. Фактическая отметка нормального подпорного уровня (НПУ) водохранилища составляет 63,3 м над уровнем моря (по Балтийской системе высот) (проектная отметка — 68 м), отметка форсированного подпорного уровня (ФПУ) — 68,99 м, отметка уровня мёртвого объёма (УМО) — 62,7 м.

## История строительства

### Проектирование
Первые инженерные изыскания с целью выбора створа для Нижнекамской ГЭС и обоснования её параметров были проведены в 1931—1934 годах организацией «Камстрой» на участке Камы ниже впадения реки Вятки, вблизи села Камские Поляны. Рассматривались варианты с отметкой нормального подпорного уровня водохранилища 62 м, 66 м, 72 м и с более высокими отметками. В рамках работ проводилось неглубокое бурение грунта. В 1938—1940 годах были проведены более обширные изыскательские работы на большем протяжении реки, от села Тихие Горы до села Омары, в результате было выявлено два потенциальных створа, Камскополянский и Набережночелнинский. На данном этапе, предпочтение отдавалось Камскополянскому створу, но в связи с началом Великой Отечественной войны работы были прекращены.
Проектно-изыскательские работы были возобновлены институтом «Гидропроект» в 1953 году. Исследования вновь были сосредоточены на участках реки в районе Камских Полян и Набережных Челнов, причём во втором случае изучались сразу семь возможных створов. Изначально приоритетным считался створ у Красных Полян, но геологические изыскания выявили в районе створа высокое залегание водорастворимых гипсов, что являлось неблагоприятным фактором для строительства гидроэлектростанции. В 1957 году было подготовлено два варианта проектного задания Нижнекамской ГЭС с подпором 19 м, при проектировании учитывалась планируемая в то время переброска части стока северных рек в бассейн Камы, а также необходимость защиты от затопления перспективных нефтяных месторождений. Решениями органов власти в районах ожидаемого затопления земель водохранилищем была ограничена хозяйственная деятельность. В результате дальнейшего подробного изучения были окончательно отвергнуты створы в районе Камских Полян, у села Беляхчи и у санатория Тарловка, и для строительства Нижнекамской ГЭС был утверждён створ на юго-западной окраине Набережных Челнов, при этом уровень подпора был снижен до 16 метров.
В 1961 году институт «Гидропроект» приступил к основным работам по проектированию станции. 26 июня 1964 года распоряжением Высшего совета народного хозяйства Совета министров СССР было утверждено проектное задание Нижнекамской ГЭС со следующими показателями — мощность станции 1080 МВт, среднегодовая выработка электроэнергии 2,55 млрд кВт⋅ч, отметка нормального подпорного уровня — 68 м. Сооружения станции должны были включать левобережную, русловую и правобережную земляные плотины, здание ГЭС, совмещённое с донными водосбросами, двухниточный судоходный шлюз. В здании ГЭС должны были размещаться 18 вертикальных гидроагрегатов мощностью по 60 МВт (на стадии проектирования рассматривался также вариант с использованием горизонтальных капсульных гидроагрегатов). В ходе рабочего проектирования, которое велось Куйбышевским филиалом института «Гидропроект», была выявлена возможность увеличения мощности станции, а также значительной унификации её конструктивных решений со строящейся на Волге Чебоксарской ГЭС. Кроме того, появилась необходимость значительного увеличения работ в зоне затопления в связи с разведкой новых нефтяных месторождений, предложениями местных органов власти по увеличению объёмов защит от затопления сельскохозяйственных земель. В связи с этим, решением Минэнерго СССР от 18 ноября 1967 года проектное задание Нижнекамской ГЭС было уточнено. В здании ГЭС было решено разместить 18 гидроагрегатов мощностью по 78 МВт, что увеличивало мощность станции до 1248 МВт. При этом, из-за сокращения числа донных водосбросов, в состав сооружений была включена бетонная водосбросная плотина. В результате более подробного изучения геологических условий было решено сместить судоходный шлюз в сторону нижнего бьефа, что повлекло за собой изменение конструкции моста через сооружения станции с увеличением его высоты на пять метров. Был значительно увеличен объём работ в зоне затопления.
Изменения в проектном задании гидроузла, в первую очередь в зоне затопления, привели к значительному росту стоимости его строительства, с 320,4 млн рублей до 635,83 млн рублей. В связи с этим, оно получило отрицательное заключение государственной экспертной комиссии Госплана СССР, с предложением рассмотреть вариант снижения отметки нормального подпорного уровня водохранилища до 62 м. Учитывая, что строительство станции уже шло полным ходом, проектной организацией были рассмотрены различные варианты дальнейших действий, в том числе консервации строительства, а также достройки станции на отметке водохранилища 62 м с сооружением дополнительной подпорной плотины у села Камбарка для обеспечения судоходства. Однако, снижение уровня водохранилища приводило к ряду проблем — ухудшались энергетические показатели станции, возникали сложности с судоходством, водохранилище теряло регулирующую ёмкость и ухудшались его экологические характеристики вследствие снижения способности к самоочищению. 16 июня 1973 года состоялось расширенное совещание в Совете Министров СССР с участием всех заинтересованных сторон, на котором было принято решение о сохранении отметки водохранилища на уровне 68 м. Окончательное уточнённое проектное задание Нижнекамской ГЭС было утверждено 28 марта 1973 года со следующими параметрами: мощность ГЭС — 1248 МВт, среднегодовая выработка электроэнергии — 2,71 млрд кВт⋅ч, отметка водохранилища — 68 м, стоимость строительства — 741,1 млн рублей (в ценах 1969 года). В 1986 году по итогам государственной экспертизы проекта полная сметная стоимость гидроузла была утверждена в объёме 1231,6 млн рублей (в ценах 1984 года), в том числе стоимость строительства гидроэлектростанции — 396,8 млн рублей, работы по подготовке водохранилища — 813,8 млн рублей, жилищное строительство — 21 млн рублей.

### Строительство
Строительство Нижнекамской ГЭС было санкционировано распоряжением Совета Министров СССР № 549р от 19 марта 1963 года. Первые строитель прибыли на площадку гидроузла в 1963 году, и уже летом того же года земснаряд, ранее работавший на сооружении Воткинской ГЭС, начал разрабатывать грунт в подходном канале шлюза новой гидроэлектростанции. Одновременно началось возведение домов в посёлке гидростроителей, а также создание производственной базы стройки — бетонного завода, складов, ремонтных мастерских, котельной. В 1964 году была создана Дирекция строящейся Нижнекамской ГЭС, а также образована основная строительная организация, возводившая гидроузел — управление строительства «Камгэсэнергострой» (которомку также было поручено строительство Заинской ГРЭС). В мае 1965 года строительство Нижнекамской ГЭС было объявлено республиканской ударной комсомольской стройкой, тогда же был начат намыв перемычек, ограждающих будущий котлован строительства здания ГЭС и водосбросной плотины. В ноябре того же года был осушен котлован шлюза и замкнут контур перемычек в котловане здания ГЭС, который был осушен в 1966 году. Первый бетон в основание судоходных сооружений был уложен 10 августа 1966 года, в октябе того же года началась выемка грунта из котлована здания ГЭС, 21 июня 1967 года был уложен первый бетон в конструкции здания гидроэлектростанции — рисберму. Также, в 1967 году началась отбивка на местности контура водохранилища. В 1968 году велось бетонирование судоходного шлюза и рисбермы, в 1969 году было начато бетонирование водобоя, а также подготовка основания под фундаментные плиты здания ГЭС.
В августе 1969 года было принято решение о строительстве в Набережных Челнах крупного автомобильного завода (КамАЗ), при этом функции генерального подрядчика его строительства были возложены на «Камгэсэнергострой». В результате строительная организация перебросила на новую стройку, считавшуюся более приоритетной, основные объёмы рабочих и строительной техники. В результате темпы строительства Нижнекамской ГЭС резко замедлились — так, в здание ГЭС в 1971 году было уложено лишь 18,6 тысяч кубометров бетона из запланированных 185 тысяч. В 1972 году медленными темпами велось бетонирование фундаментной плиты первых секций здания ГЭС, левобережного сопряжения плотины, водобоя и рисбермы. В 1973 году в сооружения ГЭС была уложена 71 тысяча кубометров бетона, что составляло 28 % от плана. 10 июня 1974 года решением Минэнерго СССР были утверждены основные параметры пускового комплекса Нижнекамской ГЭС, предусматривающее перекрытие Камы осенью 1977 года, начало работы судоходного шлюза, а также частичный ввод автомобильного и железнодорожного моста через сооружения ГЭС в 1978 году. Это вызвало активизацию строительства — в 1974 году в сооружения Нижнекамской ГЭС было уложено 136 тысяч кубометров бетона, что больше, чем за все предыдущие годы, вместе взятые. Тем не менее, основными задачами «Камгэсэнергостроя» оставалось возведение КаМАЗа, жилых домов и объектов инфраструктуры в Набережных Челнах.
В 1975 году приказом Минэнерго СССР о мерах по форсированию строительства Нижнекамской ГЭС был утверждён срок ввода первых четырех гидроагрегатов и мостовых переходов осенью 1978 года. Строительные работы были значительно активизированы. В 1975 году было завершено бетонирование фундаментной плиты правобережных секций здания ГЭС, а также водобоя и рисбермы на всём протяжении здания. Велся монтаж закладных частей гидротурбин и донных водосбросов, была подготовлена площадка распределительного устройства. В 1976 году в сооружения станции был уложен миллионный кубометр бетона. В 1977 году был выполнен большой объем работ по строительству здания ГЭС, были завершены арматурные работы на строительстве судоходного шлюза. 25 октября 1978 года был затоплен котлован здания ГЭС и водосбросной плотины.
Перекрытие русла Камы продолжалось 54 часа и завершилось 2 ноября 1978 года.
30 апреля 1979 года через судоходный шлюз Нижнекамской ГЭС было пропущено первое судно. Водохранилище к этому моменту было наполнено до отметки 62 метра (минимальный уровень, при котором гидроагрегаты станции способно работать, а суда могут проходить через шлюз). Первый гидроагрегат Нижнекамской ГЭС был пущен 30 июня 1979 года по временной схеме, с выдачей электроэнергии на напряжении 6 кВ через трансформатор собственных нужд, поскольку первый блочный трансформатор был повреждён при перегрузке с железнодорожной платформы на автотрейлер. Мощность гидроагрегата в таком режиме составляла всего 2,5 МВт, а вся вырабатываемая им электроэнергия шла на нужды стройки. К концу года был смонтирован блочный трансформатор и оборудование ОРУ-500 кВ, 30 декабря 1979 года был пущен гидроагрегат № 2, а на следующий день гидроагрегаты станции были впервые подключены к единой энергосистеме. Располагаемая мощность ГЭС достигла 80 МВт. Кроме того, в 1979 году была завершена отсыпка земляных плотин и начато возведение опор моста через сооружения ГЭС.
В 1980 году были введены в эксплуатацию ещё два гидроагрегата, располагаемая мощность станции достигла 160 МВт, за год было выработано 700 млн кВт·ч электроэнергии. В 1981 году были пущены четыре гидроагрегата, станция выработала первый миллиард киловатт-часов электроэнергии. В 1982 году были введены в эксплуатацию три гидроагрегата, вторая очередь ОРУ-500 кВ, а также железнодорожный мост и первая очередь автомобильного моста. В 1983 году были пущены три гидроагрегата, а также введена в эксплуатацию вторая очередь автомобильного моста. В 1984 году пустили ещё один гидроагрегат. Ввод в эксплуатацию последнего гидроагрегата состоялся 30 сентября 1987 года, при этом, в связи с нерешённостью вопроса заполнения водохранилища до проектной отметки, мощность этого гидроагрегата была принята равной 35 МВт, соответственно установленная мощность Нижнекамской ГЭС составила 1205 МВт вместо проектных 1248 МВт. К этому моменту строительство сооружений Нижнекамской ГЭС было в основном завершено, хотя отдельные доделочные работы продолжались ещё несколько лет — в 1988 году был введён в эксплуатацию служебно-производственный корпус, в 1993—1995 годах пороги водосбросной плотины были забетонированы до проектных отметок.

## Проблема уровня Нижнекамского водохранилища
Проект Нижнекамской ГЭС предусматривал заполнение водохранилища до отметки 68 метров, из зоны затопления было необходимо вынести 13099 домовладений и 4821 строение различных организаций. Работы по подготовке зоны затопления были начаты в 1965 году, они включали в себя работы по переселению людей, компенсационные мероприятия в области сельского хозяйства (освоение новых земель, окультуривание лугов и пастбищ, мелиорации, мероприятия по повышению плодородия земель вне зоны затопления), строительство инженерных защит территорий от затопления и подтопления, санитарные мероприятия на территории сносимых населённых пунктов, лесосводка и лесоочистка). Нижнекамское водохранилище было заполнено до промежуточной отметки 62 м весной 1979 года, к этому моменту из зоны затопления было вынесено 5758 домовладений и 2038 строений различных организаций, проведена санитарная очистка на территории 66 населённых пунктов, выполнена лесоочистка на площади 25,8 тысяч га. Были выполнены значительные работы по строительству инженерных защит. С 1965 по 1974 годы в защитные дамбы было намыто и отсыпано более 11 миллионов кубометров грунта. В частности, велось строительство защитных дамб на Арланском, Саузбашевском, Бондюжском, Первомайском и Озёрном месторождениях нефти, Янгизитовской, Янгузнаратовской и Старотатышевской сеельхознизинах, а также в городе Мензелинске.
Выйти на проектную мощность станции с заполнением водохранилища до отметки 68 метров планировалось в 1990 году. Однако строительство ГЭС привело к массовым протестам экологических организаций, пользовавшихся в конце 1980-х гг. значительной общественной поддержкой. В итоге в апреле 1990 года Верховный Совет Татарстана, а в сентябре того же года и Верховный Совет Башкортостана были вынуждены принять решение о сохранении уровня водохранилища на отметке 62 метра.
В 2001 году правительства Татарстана, Башкортостана, в 2002 году к ним присоединилось и руководство Удмуртии, подписали соглашение о повышении отметки Нижнекамского водохранилища до 63,3-63,5 метра и эксплуатации в таком режиме до 2010 года. В настоящее время нормальный подпорный уровень водохранилища находится на отметке 63,3 м.
Работа водохранилища на промежуточных отметках вызывает ряд проблем, как экономических, так и экологических. ГЭС не развивает проектной мощности и выработки, затруднено судоходство, сооружения инженерной защиты работают в непроектном режиме, что вызывает их разрушение. Водохранилище активно «цветёт». Сегодня площадь мелководий (где глубина водоёма составляет меньше двух метров) достигает пятидесяти процентов, хотя по санитарным нормам не должна превышать двадцати.
Подъём уровня водохранилища до проектной отметки приведёт к затоплению в Татарстане 43 тыс. га сельхозугодий (0,9 %), в Удмуртии — 13 тыс. га (0,6 %), Башкортостане — 15 тыс. га (0,2 %), в Пермском крае количество земель в зоне затопления незначительно. С другой стороны, земли в зоне затопления в значительной степени были выведены из сельхозоборота и списаны еще 20 лет назад и их потенциал давно утрачен — площади заросли кустарником и заболотились. Предстоит переселить жителей 4149 дворов, в том числе в Татарстане — 2672 дворов, Удмуртии — 1068, Башкортостане — 399 дворов, в Пермском крае — жителей 10 дворов. Ориентировочная стоимость завершения строительства гидроузла составляет 42 млрд руб.. Подъём уровня водохранилища активно лоббируется властями Татарстана, однако встречает сопротивление властей Удмуртии, Башкортостана и Пермского края.

## Авария 12 мая 2010 г. — взрыв в машинном зале
Около 15.00 12 мая 2010 года в машинном зале ГЭС началось задымление. Затем произошёл взрыв. В результате взрыва погибло два человека и десять пострадало.
Взрыв произошёл в компрессорной режима синхронного компенсатора, который качает воздух на собственные нужды станции. Был повреждён один из четырёх компрессоров. Здание и конструкции не были повреждены. На работе станции данное происшествие не сказалось.
Причиной взрыва стал разрыв патрубка, ведущего к компрессору. Разрыв повлек утечку масла. Смешиваясь с воздухом, масло преобразовалось в масляно-воздушную смесь, которая воспламенилась в результате нагрева либо случайной искры от работающего электрооборудования. В результате чего в помещении турбинного цеха произошло возгорание масляно-воздушной смеси и последующий взрыв.